# 4429-es mellékút (Magyarország)
A 4429-es számú mellékút egy 46,5 kilométer hosszú, négy számjegyű mellékút Békés vármegyében; Kevermest köti össze Orosházával.

## Nyomvonala
Kevermes központjában ágazik ki a község főutcájának számító, ott nagyjából északkelet-délnyugati irányban húzódó 4444-es útból, annak 29+600-as kilométerszelvényénél. Északnyugat felé indul, Március 15. utca néven, és valamivel kevesebb, mint 1 kilométer után éri el a belterület északi szélét. 1,9 kilométer megtételét követően keresztezi a 4438-as utat, amely Lőkösháza és Kunágota közt húzódva, itt az ötödik kilométere után jár. Néhány enyhe irányváltástól eltekintve ezután is északnyugat felé folytatódik, a 3+750-es kilométerszelvénye táján pedig átlép Nagykamarás területére.
Nagykamarás belterületét 6,8 kilométer megtétele után éri el; mielőtt belépne a faluba, gyors egymásutánban két, közel derékszögű irányváltáson esik át, de a belterületen már újra északnyugat felé húzódik, Arany János utca néven. 8,2 kilométer után északnak fordul és ugyanott egy elágazáshoz ér: a 4437-es út ágazik ki belőle nyugat felé, Almáskamarás és Kunágota irányába. A folytatásban a Munkácsy utca nevet viseli, majd 9,5 kilométer után egy újabb 90 fokos irányváltással nyugatnak fordul és a Táncsics utca nevet veszi fel. A tizedik kilométere táján már külterületen halad, kicsivel ezután pedig, egy bő fél kilométeres szakaszon Almáskamarás északi határvonalát követi, de a községet ennél jobban nem érinti. 11,9 kilométer után kiágazik belőle északnak a 44 342-es út, ami a már Medgyesegyházához tartozó Bánkútra és a Békéscsaba–Kétegyháza–Mezőhegyes–Újszeged-vasútvonal Bánkút megállóhelyéhez vezet. Röviddel ezután eléri Nagykamarás és Medgyesegyháza határvonalát, de csak a 13+500-as kilométerszelvénye közelében hagyja el teljesen Nagykamarást.
Medgyesegyháza legkeletibb házait 15,6 kilométer után éri el az út, amely a belterületre érve a Szondy utca nevet veszi fel. A 16+350-es kilométerszelvényénél egy elágazása következik, ahol a 4434-es úttal találkozik: a Gyula-Makó közötti útvonal délnyugat felé indul innen, északi irányban pedig egy rövid közös szakaszuk következik, kilométer-számozás tekintetében egymással ellenirányban húzódva. A közös szakasz lényegében csak addig tart, amíg nem keresztezi mindkét út a vasutat, utána különválnak, s a 4429-es éles kanyarulattal délnyugat felé fordul, Hősök utca, majd Kossuth tér néven. Ezt az irányt is csak rövid ideig követi: 16,6 kilométer után északnyugatnak fordul, és ugyanott kiágazik belőle – tovább egyenesen, délnyugati irányban – a vasút Medgyesegyháza vasútállomására vezető 44 336-os számú mellékút. További medgyesegyházai szakasza a Dózsa György utca nevet viseli, ameddig – 17,9 kilométer után – el nem hagyja a település legnyugatibb házait is.
Kevéssel a 21. kilométere előtt eléri Medgyesbodzás határszélét, egy darabig a határvonalat kíséri, 21,3 kilométer után pedig, a Csabaszabaditól idáig húzódó 4436-os út betorkollását elhagyva teljesen e község területére lép. Néhány száz méter után eléri a település központját, amin Széchenyi utca néven húzódik végig, majd egy kurta külterületi szakasz után végighalad Gábortelep községrészen is, Vasút utca néven. A 26+150-es kilométerszelvénye táján hagyja el a belterület nyugati szélét, alig fél kilométer után pedig már Csanádapáca területére érkezik.
Csanádapáca belterületének délkeleti szélét 27,7 kilométer teljesítése után éri el az út, e községben először szintén Vasút út néven húzódik, jobbára a lakott terület déli szélét kísérve. 28,6 kilométer után egy körforgalomba ér, ott keresztezik egymást a Békéscsaba-Makó közti 4432-es úttal, amely 25,7 kilométer megtételén van túl. A folytatásban az Alkotmány út nevet veszi fel, 29,5 kilométer után pedig elhagyja Csanádapáca utolsó házait is.
32,6 kilométer után szeli át az útjába eső következő település, Pusztaföldvár keleti határát; e község belterületének a legészakibb részén halad el, nagyjából a 34. és 35. kilométerei között, az Orosházi út nevet viselve. Közben itt is adódik egy elágazása: a 34+450-es kilométerszelvényénél a 4452-es út ágazik ki belőle dél felé, hogy előbb végighaladjon a déli irányban több mint 4 kilométernyire elnyúló falu teljes hosszán, majd Tótkomlós, Kardoskút, Pusztaföldvár és Orosháza négyes határpontjánál érjen véget.
40,2 kilométer után érkezik meg az út Orosháza területére, a város belterületének keleti szélét 43,5 kilométer után éri el, ahol a Földvári út nevet veszi fel. Szinte ugyanott egy elágazása is van: pár lépéssel arrébb kiágazik belőle délkelet felé a 4428-as út Mezőkovácsháza irányába. Néhány sarok után nevet vált, és Aradi utca néven folytatódik, így éri el a következő, ezúttal körforgalmú kereszteződését, ahol a 4427-es úttal metszik egymást. Tél utca, Makói utca, majd Szabó Dezső utca neveken folytatódik több irányváltással, ezek egyikénél egy újabb körforgalmon is áthalad (illetve a Makóra utaló utcanév egyben arra is emlékeztet, hogy évtizedekkel ezelőtt valahol itt indult a mai 4422-es út is). Legutolsó szakaszán északi irányban húzódik, Móricz Zsigmond utca néven, így ér véget, beletorkollva a 474-es főútba, nagyjából annak 6+650-es kilométerszelvényénél.
Teljes hossza, az országos közutak térképes nyilvántartását szolgáló kira.gov.hu adatbázisa szerint 46,481 kilométer.

## Települések az út mentén
- Kevermes
- Nagykamarás
- (Almáskamarás)
- Medgyesegyháza
- Medgyesbodzás
- Csanádapáca
- Pusztaföldvár
- Orosháza

## Története
6,660 kilométeres szakaszát (a 9+750 és a 16+410 kilométerszelvények között) 2019 második felében újították fel, a Magyar Falu Program útjavítási pályázatának I. ütemében, Medgyesegyháza település területén.